# Franc Šetinc
Franc Šetinc slovenski politik, pisatelj, publicist, novinar/urednik * 13. julij 1929, Mihalovec, † 17. februar 2016 Mihalovec.

## Življenjepis
1941 je bila njegova družina izgnana v Šlezijo. Kot novinar je delal pri časniku Delo in bil tudi njegov odgovorni urednik od 17.6.1961 do 24.4.1962. Diplomiral je na Visoki šoli za politične vede (1964). Pozneje (1968–72) je bil odgovorni oz. glavni urednik glasila ZKS Komunist. 
V politiki je začel delovati v začetku 70. let. Postal je sekretar Izvršnega komiteja CK ZKS (1972–82), torej eden vodilnih funkcionarjev Centralnega komiteja Zveze komunistov Slovenije, predsednik Republiške konference Socialistične zveze delovnega ljudstva (RK SZDL) Slovenije (1982–86), nato pa član predsedstva Centralnega komiteja ZKJ. 1988 je protestno odstopil zaradi razmer v jugoslovanski politiki in se s političnimi spremembami leta 1990 tudi dokončno umaknil iz aktivne politike. Je tudi avtor številnih člankov, romanov, kratke proze, dokumentarne literature (spominska in potopisna dela) ter drugih publikacij. 
Imel je dva sinova, Zlatka (1950), novinarja in urednika Nedeljskega Dnevnika in Mileta (1956), prav tako novinarja, urednika Mladine, kasneje politika in lobista.